# Farmakometri
Farmakometri är ett studieområde som avhandlar metodutveckling och tillämpning av modeller för sjukdoms- och farmakologiska mätningar. Inom området används matematiska modeller baserade på biologi, farmakologi, sjukdomar och fysiologi för att beskriva och kvantifiera interaktioner mellan xenobiotika och patienter (prekliniskt och kliniskt), inklusive fördelaktiga effekter och negativa effekter. Det görs oftast med fokus att beskriva känd och okänd varibilitet inom en population. Det används normalt för att kvantifiera läkemedels-, sjukdoms- och studieinformation för att underlätta och effektivisera läkemedelsutveckling, regulatoriska beslut och rationell läkemedelsbehandling hos patienter.

## Tidskrifter
De vanligaste tidskrifterna som publicerar arbete inom farmakometri är AAPS J, CPT: PSP, CPT, och J PKPD men det finns även andra tidskrifter med deras syfte och scope som kan vara relevant för farmakometrisk arbete.